# Мшвилдадзе, Василий Порфирьевич
Василий Порфирьевич Мшвилдадзе (1916 год, Кутаисский уезд, Кутаисская губерния, Российская империя — неизвестно, Маяковский район, Грузинская ССР) — звеньевой колхоза имени Орджоникидзе Обчинского сельсовета Маяковского района, Грузинская ССР. Герой Социалистического Труда (1949).

## Биография
Родился в 1916 году в крестьянской семье в одном из сельских населённых пунктов Кутаисского уезда. С раннего возраста трудился в сельском хозяйстве. С середины 1930-х годов — рядовой колхозник в колхозе имени Орджоникидзе Багдатского района. В послевоенные годы возглавлял звено виноградарей в этом же колхозе.
В 1948 году звено под его руководством собрало в среднем с каждого гектара по 102,3 центнера винограда на участке площадью 3 гектара. Указом Президиума Верховного Совета СССР от 9 августа 1949 года удостоен звания Героя Социалистического Труда за «получение высоких урожаев винограда в 1948 году» с вручением ордена Ленина и золотой медали «Серп и Молот» (№ 4319).
Этим же указом званием Героя Социалистического Труда были награждены труженики колхоза имени Орджоникидзе звеньевые Аслан Николаевич Мачавариани и Силован Варламович Сирбиладзе.
После выхода на пенсию проживал в Маяковском районе. С 1968 года — персональный пенсионер союзного значения. Дата смерти не установлена.

### Награды
- Герой Социалистического Труда
- Орден Ленина
- Орден Трудового Красного Знамени (05.09.1950)